# Bryobia angustisetis
Bryobia angustisetis är en spindeldjursart som beskrevs av Jakobashvili 1958. Bryobia angustisetis ingår i släktet Bryobia och familjen Tetranychidae. Inga underarter finns listade.